# Drapeau de l'oblast de Donetsk
Le drapeau de l'oblast de Donetsk (en ukrainien : Прапор Донецької області), souvent appelé drapeau du Donbass (en ukrainien : Прапор Донбасу ; en russe : Флаг Донбасса), est le drapeau officiel de l'oblast de Donetsk, un oblast d'Ukraine. Il est dessiné par l'artiste Nina Chtcherbak et officiellement adopté le 17 août 1999.

## Histoire

### Création et débats
Le 29 juin 1999, le gouverneur (en) de l'oblast annonce un concours pour la création de symboles régionaux, dans le cadre duquel environ 200 projets sont soumis. Le projet n° 98, proposé par Nina Grigorievna Chtcherbak, artiste originaire de Donetsk, est déclaré vainqueur. Le design est officiellement approuvé lors de la réunion du conseil régional du 17 août 1999. L'une des conditions du concours est de conserver une ressemblance visuelle avec le drapeau de Donetsk (en) déjà existant. 
En 2006, le drapeau est critiqué par Igor Sytchev[Qui ?] pour son apparence pro-ukrainienne. Il suggère de choisir à la place le drapeau tricolore du Mouvement international du Donbass (en), un mouvement séparatiste favorable à un rapprochement avec la Russie. Nina Chtcherbak déclare cependant que le modèle proposé a été critiqué en raison de sa ressemblance avec le drapeau de l'armée de l'air russe et ajoute que les deux interprétations sont incorrectes car la seule inspiration est l'environnement naturel de la région. 

### Utilisations
En 2007-2008, des alpinistes ukrainiens originaires de l'oblast de Donetsk gravissent une série de grands sommets. Ils posent le drapeau de l'oblast au sommet du Hoverla (le 9 janvier 2007), du Mont Blanc (le 22 mars 2007), de l'Elbrouz (le 25 mai 2007), du Shishapangma (le 27 mai 2007), et de l'Everest (le 27 mai 2008). 
En 2007, une ascension[Où ?] est réalisée afin d'honorer le 75e anniversaire de la région de Donetsk. Le 19 mai 2012, Vitaly Koutniy, contremaître de la mine « Belozerska », monte au sommet du mont Everest et plante lui aussi le drapeau de l'oblast de Donetsk. 
Le drapeau est utilisé par les manifestants pro-russes en 2014, mais depuis la déclaration d'indépendance de la RPD, son utilisation dans les territoires contrôlés par les séparatistes a cessé. Le drapeau est utilisé dans l'emblème du bataillon ukrainien du Donbass.

## Description et symbolisme
Le drapeau a des proportions de 3:2 et est divisé en deux zones. Dans la partie supérieure se trouve un soleil levant doré avec douze rayons de soleil, sur un fond bleu clair, figurant le ciel. Dans la partie inférieure, sur un fond noir (qui fait écho au Donbass, étymologiquement le bassin houiller du Donets) se trouvent cinq ovales dorés les uns sous les autres, qui représentent le reflet du soleil sur la surface,.
C'est le seul drapeau d'un oblast ukrainien qui ne contient pas d'élément des armoiries de l'Ukraine. 

## Galerie

### Inspirations et autres propositions
|                                                                |
| Drapeau du Mouvement international du Donbass (en) (1990-2003) |

|                                            |
| Drapeau du bataillon Donbass (depuis 2014) |

|                                                             |
| Drapeau de la république populaire de Donetsk (depuis 2014) |

|                                              |
| Drapeau de la Miner's Division (depuis 2014) |

### Adaptations
|                    |
| Variante verticale |

| |
| Le drapeau est régulièrement présenté sous la forme de l'oblast de Donetsk, pour les timbres et souvenirs. |

|                     |
| Drapeau de Makiïvka |

|                       |
| Drapeau de Chakhtarsk |